# 우승유
우승유(牛僧孺, 779년 ~ 849년 1월 27일)는 중국 당나라 시대의 정치인이다. 수나라 시대의 정치인 우홍의 후손이다.
805년(정원 21년) 진사가 되었고 이후 호부시랑·동중서문하평장사에 올랐다. 이봉길·이종민과 함께 이덕유과 다퉈 우이당쟁을 이끌었다.
843년(회창 3년) 이덕유가 이끄는 이당이 집권하자 우승유는 지방으로 좌천되었다. 846년(회창 6년) 당 선종이 즉위하고 이당이 배척받자 847년(대중 원년) 태자소사가 되어 조정에 복귀했다. 이후 이덕유가 사망하면서 우당은 우이당쟁의 승자가 되었다.
『현괴록』(玄怪錄)의 저자로 알려져 있다.